# San Miniato (Siena)
San Miniato (o San Miniato alle Scotte) è un quartiere della città di Siena, in Toscana.

## Storia
Nel 998 la diocesi di Firenze ricevette il giuspatronato sulla chiesa di San Bartolomeo in Camollia di Siena, congiuntamente a un terreno posto sul colle delle Tolfe tra i torrenti Bozzone e Bolgione, che venne affidato agli inizi del XI secolo ai monaci di San Miniato al Monte. La fondazione della chiesa di San Miniato a Noceto contribuì alla formazione del borgo, che divenne in seguito giuspatronato del monastero senese di Sant'Eugenio. Nel XIII secolo San Miniato a Noceto è già documentato come un comunello della Repubblica di Siena.
Durante la guerra di Siena, il territorio venne devastato dalle truppe imperiali, che distrussero il vicino castello delle Tolfe, ma risparmiarono la chiesa parrocchiale. Tuttavia il borgo rimaneva fortemente spopolato e la giurisdizione di San Miniato passò a quella di Pontignano nel 1575, a San Martino di Cellole nel 1613 e infine venne unita alle Tolfe nel 1787.
Tra gli anni settanta e gli anni ottanta del XX secolo il territorio conobbe una forte urbanizzazione e venne realizzato il moderno e controverso quartiere, ideato dall'architetto Giancarlo De Carlo, dove trovarono collocazione sia alloggi popolari, sia importanti enti cittadini, come l'ospedale di Santa Maria alle Scotte, il Polo scientifico universitario di San Miniato (con il museo anatomico Leonetto Comparini e la residenza studentesca De Nicola) e il grande comprensorio degli uffici della Banca Monte dei Paschi di Siena.

## Monumenti e luoghi d'interesse

### Architetture religiose
Chiesa del Corpus Domini
La chiesa parrocchiale del Corpus Domini è situata al centro del quartiere, tra via Aldo Moro e via Palmiro Togliatti. Fu progettata dall'architetto Augusto Mazzini e completata nel 1994. Nonostante la parrocchia porti il titolo di San Miniato, la chiesa ricevette dall'arcivescovo Gaetano Bonicelli la dedicazione al Corpus Domini, in memoria del XXII Congresso eucaristico nazionale tenutosi a Siena nel maggio 1994. L'edificio è considerato un valido esempio di architettura sacra contemporanea.
Ex chiesa di San Miniato a Noceto
Situata poco fuori dall'area urbana, la chiesa di San Miniato a Noceto è il più antico edificio del quartiere, nucleo originario documentato dal XI secolo e noto oggi come San Miniato Vecchio. Fondata dai monaci di San Miniato al Monte, fu in passato sede di parrocchia, finché in data 5 luglio 1787 questa venne soppressa e riunita a San Paterniano alle Tolfe. L'edificio, perduta progressivamente la sua funzione, fu sconsacrato e ceduto a privati. Nonostante alcune trasformazioni che la adibirono a magazzino, è possibile ancora riconoscerne le forme romaniche, in particolare l'abside ben conservata.

### Architetture civili
Il quartiere di San Miniato presenta alcune architetture civili di rilievo, che sono state oggetto di studio e interesse per quanto riguarda l'architettura contemporanea, realizzate principalmente tra gli anni ottanta e gli anni novanta del XX secolo.
- Centro sportivo universitario, situato in via Aldo Moro. Firmato dall'architetto Giancarlo De Carlo, fu costruito a partire dal 1987, ma completato solo nel 2005 con una modifica al progetto iniziale. La struttura consiste di tre corpi allineati su un unico asse, con copertura a travi distanziate in legno lamellare (il che permette il passaggio della luce), con onde rivestite di alluminio in comunicazione col paesaggio circostante.[8][9]
- Residenza studentesca universitaria Enrico De Nicola, è stata progettata dallo studio NTM degli architetti Carlo Nepi, Mario Rodolfo Terrosi e Giuliano Manganelli, e costruita tra il 1995 e il 2001.[10] Il fabbricato, posto in via De Nicola, è costituito da due volumi principali, il primo (tre piani) lineare e il secondo (sei piani) disposto a ventaglio. I percorsi interni e gli spazi comuni si sviluppano attorno a due corti, una ellittica e l'altra di forma circolare.[11][12]

- Sede degli uffici della Banca Monte dei Paschi di Siena: si tratta di un ampio comprensorio composto da vari fabbricati lineari, progettato dall'architetto Ferdinando Forlay all'inizio degli anni novanta, per conto del Monte dei Paschi di Siena, che in quello stesso periodo stava riorganizzando le proprie sedi in città ed era in costruzione il centro direzionale di via Mazzini.[13]

## Cultura

### Università
Nel quartiere, in via Aldo Moro, ha sede il Polo scientifico universitario di San Miniato, che ospita il dipartimento di biotecnologie, chimica e farmacia, il dipartimento di scienze della vita e il dipartimento di medicina molecolare e dello sviluppo dell'Università di Siena. Dal 2001 è qui allestito il museo anatomico Leonetto Comparini, che raccoglie antichi preparati, modelli in cera e strumenti utilizzati per lo studio e l'insegnamento dell'anatomia.
Presso il policlinico Santa Maria delle Scotte ha sede l'Azienda ospedaliero-universitaria Senese, dove si trova un presidio di ateneo con le sedi del dipartimento di biotecnologie mediche e del dipartimento di scienze mediche, chirurgiche e neuroscienze, e una parte del dipartimento di medicina molecolare.

### Centro civico La Meridiana
Presso il centro civico, nel 1991, in gestione alla Circoscrizione 2, organo decentrato del Comune di Siena, prese vita il Film Festival Visionaria, i cui fondatori furono Roberto Dini, all'epoca responsabile cultura, e Mauro Tozzi.

## Geografia antropica

### Urbanistica
Il quartiere si sviluppa a nord del centro storico di Siena, oltre il tracciato della ferrovia, e nacque in seguito a un piano urbanistico dell'architetto Giancarlo De Carlo, il quale, ispiratosi alle suggestioni di Francesco di Giorgio Martini a Urbino, tentò di replicare il felice innesto di edilizia moderna in un contesto paesaggistico delicato quale quello di una città medievale dal forte carattere urbanisitico identitario: «una raggiera di abitazioni piantata nel verde e digradante con l'andamento tipico degli insediamenti medievali». Tuttavia, il quartiere costruito a partire dalla fine degli anni 1970 andò incontro a varie modifiche e varianti che compromisero l'originaria visione del progettista, il quale si rifiutò poi di riconoscerne la paternità, criticando le «deformazioni introdotte dall'opportunismo dell'amministrazione comunale». Anche una serie di studi realizzati da Giovanni Michelucci (come quello della chiesa e del centro civico), rimasero allo stato di progetto, sia per un cambio di indirizzo nelle scelte dell'amministrazione comunale, sia per un passo indietro dell'architetto fiorentino in seguito ai dubbi circa il risultato complessivo del piano. Nel corso degli anni, il quartiere dovette fronteggiare il progressivo degrado materiale delle strutture e le emergenze sociali, dovute alla mancanza dei quei servizi essenziali che in origine avrebbero dovuto integrarsi e dare vita al tessuto popolare. A un primo fallimentare "piano di recupero" seguì il "contratto di quartiere per San Miniato", ottenuto dal sindaco Pierluigi Piccini nel 1998, con finanziamento di circa 14,5 miliardi di lire da parte del ministero dei lavori pubblici. Nonostante gli interventi messi in campo tra il 2002 e il 2004, il contratto di quartiere non venne mai completato e non risolse le problematiche relative al degrado di buona parte dei fabbricati. Secondo Walter Mariotti, il quartiere di San Miniato è «il progetto di urbanizzazione esterna più rilevante della storia del Novecento senese», che tuttavia «lascia una sensazione di straniamento e non solo perché in piena antitesi con l'energia del luogo».
Il quartiere è stato definito come «organizzato secondo principi razionalisti, con edifici multipiano a doppio corpo, tetto piano ed intonaco bianco, in piena antitesi con i canoni costruttivi locali più legati alla tradizione del laterizio. Poco amato dai Senesi, in breve tempo il quartiere ha messo in luce un degrado fisico rimarcato, esasperato dalla mancata realizzazione dei servizi sociali che ne dovevano costituire la spina dorsale». Le abitazioni sono principalmente case popolari, ma è anche presente una grande residenza universitaria, costruita dopo l'espansione dell'ospedale e dell'università di medicina di Siena. Il quartiere dispone anche di un'area sportiva e di un sistema di "orti urbani". Il quartiere presenta molti palazzi residenziali: otto "vele" composite a quattro piani; otto edifici a tre piani, venticinque alti fabbricati che si sviluppano orizzontalmente, una torre da otto piani e i tre "grattacieli di San Miniato", di undici piani. Il centro civico e commerciale è situato attorno alla piazza centrale del quartiere (piazza della Costituzione) ed è costituito da dieci edifici tra uffici e negozi; è anche presente un piano sotterraneo con un grande parcheggio collegato al centro commerciale con ascensori e scale mobili.

## Sport
Nel quartiere si trova la palestra del centro sportivo universitario di via Aldo Moro, già prevista nel piano originario di Giancarlo De Carlo, ma inaugurata solo nel 2005, e il campo sportivo di via Veterani dello Sport, dove ha sede la società calcistica Gruppo Sportivo San Miniato ASD, fondata nel 1981.